# 청주 관정리 고가
청주 관정리 고가(淸州 官井里 古家)는 충청북도 청주시 상당구 문의면, 문의 문화재 단지에 있는 조선시대의 건축물이다. 2003년 4월 11일 충청북도의 문화재자료 제38호 '청원 관정리민가'로 지정되었다가, 2014년 6월 27일 현재의 명칭으로 변경되었다.

## 지정사유
이 민가는 조선시대 후기 건물로 낭성면 관정리의 신방호(申邦浩)씨가 살던 가옥을 원래의 모습 그대로 이전 복원한 집으로 전형적인 중부지방의 초가이다. 가옥의 구조는 ‘一’자집 형태의 안채와 대문이 있는 광채가 있다. 가옥의 구조는 '一'자집 형태의 안채와 대문이 있는 광채로 구분되는데 본래의 가옥에는 사주문(四柱門)이 담장사이에 별도로 설치되어 있었으나 불합리하여 광과 함께 복원하였다. 광채는 'ㄱ'자 집이다. 추운 지방에서 볼 수 있는 고미반자도 있어 문의지역도 추운지방임을 입증하고 있다.
1994년 문의문화재단지가 조성되면서 현 위치로 이건(移建)하였다.
상량문이 없어 정확한 건립연대는 파악할 수 없으나, 조선후기 건물로 추정된다. 현재의 건축은 1992년 문의 문화재단지를 조성하면서 1994년 관정리에서 이건(移建)하였으며, 당시 소유자인 신병호씨의 증언대로 5대조가 대대로 살아온 집이라고 하면 최소 200여 년 전 정도였을 것으로 추정할 수 있다.
건축의 양식은 당시 부농이 주택으로 초가집의 가구구조보다는 건실한 부재를 사용하였으며 세부 치목 또한 매우 정교하고 평면구성도 5칸 집으로 전형적인 충북의 민가건축의 몸체 형식이고 대청에 신주를 모셔둘 신주 함을 만들어 설치하였다. 당시의 초가집에 비해 매우 건축적 특징을 갖추고 있다. 그러나 대문간채와 광채는 안채와 담장 사이에 대문간채가 따로 있었으나 이전하면서 대문간채를 별도로 건축하지 않고 광채와 같이 ‘ㄱ’자집으로 건축하였다. 이는 문화재단지의 지형적인 조건에 맞추어 건축되면서 변형된 것으로 추정된다.
당시 부농의 주택으로 초가집의 가구구조보다는 건실한 부재를 사용하였으며 세부 치목 또한 매우 정교하고 전형적인 충북의 민가건축으로 당시의 초가집에 비해 매우 건축적인 특징을 가지고 있다.

## 참고 자료
- 청주 관정리 고가 - 국가유산청 국가유산포털